# Nuoto ai XVII Giochi paralimpici estivi - Donne 100 metri farfalla
Le gare di nuoto 100 metri farfalla femminili ai XVII Giochi paralimpici estivi si sono svolte tra il 29 agosto e il 7 settembre 2024 alla Paris La Défense Arena.

## Programma
Sono stati disputati 5 eventi, articolati in una serie di batterie di qualificazione in mattinata; la finale è stata disputata nel pomeriggio/sera del medesimo giorno.
| Evento | Data   | Data   | Data   | Data   | Data   | Data   | Data  | Data  | Data  | Data  | Data  | Data  | Data  | Data  | Data  | Data  | Data  | Data  | Data  | Data  |
| Evento | Gio 29 | Gio 29 | Ven 30 | Ven 30 | Sab 31 | Sab 31 | Dom 1 | Dom 1 | Lun 2 | Lun 2 | Mar 3 | Mar 3 | Mer 4 | Mer 4 | Gio 5 | Gio 5 | Ven 6 | Ven 6 | Sab 7 | Sab 7 |
| Evento | M      | P      | M      | P      | M      | P      | M     | P     | M     | P     | M     | P     | M     | P     | M     | P     | M     | P     | M     | P     |
| ------ | ------ | ------ | ------ | ------ | ------ | ------ | ----- | ----- | ----- | ----- | ----- | ----- | ----- | ----- | ----- | ----- | ----- | ----- | ----- | ----- |
| S8     |        |        |        |        |        |        |       |       |       |       |       |       |       |       |       |       |       |       | B     | F     |
| S9     |        |        |        |        |        |        |       |       |       |       |       |       |       |       |       |       | B     | F     |       |       |
| S10    |        |        |        |        |        |        |       |       |       |       | B     | F     |       |       |       |       |       |       |       |       |
| S13    | B      | F      |        |        |        |        |       |       |       |       |       |       |       |       |       |       |       |       |       |       |
| S14    | B      | F      |        |        |        |        |       |       |       |       |       |       |       |       |       |       |       |       |       |       |

| M | mattina | P | pomeriggio/sera |

| B | Batterie | F | Finale per medaglia d'oro |

## Risultati
Tutti i tempi sono espressi in minuti e secondi.

### S8
Le gare si sono svolte il 7 settembre 2024.
| Pos. | Atleta                            | Nazione                     | Tempo   | Note |
| ---- | --------------------------------- | --------------------------- | ------- | ---- |
|      | Jessica Long                      | Stati Uniti                 | 1:10,59 |      |
|      | Viktoriia Ishchiulova             | Atleti Paralimpici Neutrali | 1:11,62 |      |
|      | Alice Tai                         | Gran Bretagna               | 1:13,60 |      |
| 4    | Brock Whiston                     | Gran Bretagna               | 1:13,69 |      |
| 5    | Lu Weiyuan                        | Cina                        | 1:14,12 |      |
| 6    | Zhu Hui                           | Cina                        | 1:14,36 |      |
| 7    | Jiang Shengnan                    | Cina                        | 1:14,90 |      |
| 8    | Vitoria Caroline da Silva Ribeiro | Brasile                     | 1:16,21 |      |

### S9
Le gare si sono svolte il 6 settembre 2024.
| Pos. | Atleta                    | Nazione     | Tempo   | Note                                     |
| ---- | ------------------------- | ----------- | ------- | ---------------------------------------- |
|      | Christie Raleigh-Crossley | Stati Uniti | 1:05,19 | Record paralimpico · Record panamericano |
|      | Zsófia Konkoly            | Ungheria    | 1:06,79 |                                          |
|      | Emily Beecroft            | Australia   | 1:07,96 |                                          |
| 4    | Florianne Bultje          | Paesi Bassi | 1:08,20 |                                          |
| 5    | Xu Jialing                | Cina        | 1:08,83 |                                          |
| 6    | Lizzi Smith               | Stati Uniti | 1:09,32 |                                          |
| 7    | Liu Ying                  | Cina        | 1:11,85 |                                          |
| 8    | Mary Jibb                 | Canada      | 1:13,60 |                                          |

### S10
Le gare si sono svolte il 3 settembre 2024.
| Pos. | Atleta                | Nazione       | Tempo   | Note |
| ---- | --------------------- | ------------- | ------- | ---- |
|      | Faye Rogers           | Gran Bretagna | 1:05,84 |      |
|      | Callie-Ann Warrington | Gran Bretagna | 1:06,41 |      |
|      | Katie Cosgriffe       | Canada        | 1:07,22 |      |
| 4    | Jasmine Greenwood     | Australia     | 1:07,35 |      |
| 5    | Poppy Wilson          | Australia     | 1:07,52 |      |
| 6    | Chen Yi               | Cina          | 1:08,36 |      |
| 7    | Csenge Hotz           | Ungheria      | 1:10,70 |      |
| 8    | Taylor Winnett        | Stati Uniti   | 1:11,52 |      |

### S13
Le gare si sono svolte il 29 agosto 2024.
| Pos. | Atleta                      | Nazione     | Tempo   | Note |
| ---- | --------------------------- | ----------- | ------- | ---- |
|      | Carlotta Gilli              | Italia      | 1:03,27 |      |
|      | Grace Nuhfer                | Stati Uniti | 1:03,88 |      |
|      | Muslima Odilova             | Uzbekistan  | 1:05,43 |      |
| 4    | Róisín Ní Ríain             | Irlanda     | 1:06,04 |      |
| 5    | Olivia Chambers             | Stati Uniti | 1:06,32 |      |
| 6    | Maria Delgado Nadal (S12)   | Spagna      | 1:06,70 |      |
| 7    | Joanna Mendak               | Polonia     | 1:07,15 |      |
| 8    | Shokhsanamkhon Toshpulatova | Uzbekistan  | 1:07,53 |      |

### S14
Le gare si sono svolte il 29 agosto 2024.
| Pos. | Atleta                 | Nazione                     | Tempo   | Note            |
| ---- | ---------------------- | --------------------------- | ------- | --------------- |
|      | Poppy Maskill          | Gran Bretagna               | 1:03,00 | Record mondiale |
|      | Chan Yui-lam           | Hong Kong                   | 1:03,70 | Record asiatico |
|      | Valeriia Shabalina     | Atleti Paralimpici Neutrali | 1:04,40 |                 |
| 4    | Olivia Newman-Baronius | Gran Bretagna               | 1:04,59 |                 |
| 5    | Aira Kinoshita         | Giappone                    | 1:06,70 |                 |
| 6    | Louise Fiddes          | Gran Bretagna               | 1:06,91 |                 |
| 7    | Paige Leonhardt        | Australia                   | 1:07,49 |                 |
| 8    | Syuci Indriani         | Indonesia                   | 1:10,41 |                 |